# 彼特·麥拉倫
彼特·麥拉倫 （Pete McLaren），生於澳洲，已退役澳洲裔香港足球運動員，司職前鋒，於1965年起代表香港足球代表隊，共計代表香港4次，入2球。

## 足球生涯
麥拉倫生於澳洲，於1960年代業餘球隊警察在甲組聯費中是一隊「黑馬」球隊，經常憑一代猛將窩利士及麥拉倫「雙鬼拍門」，所以常常有出乎意料的表現，在甲組聯賽中經常「爆冷門」。他們曾包辦在1965年11月14日對傑志的賽事當中的9球，一度是60年代的球壇佳話。1966-67年度球季，警察殺入金禧盃決賽，可惜最終不敵星島而屈居亞軍。麥拉倫於1965年開始代表香港足球代表隊，共計代表香港4次，入2球。

## 外部連結
- 警官手記－－六十年代香港警隊的日子 （页面存档备份，存于）
- 警官手記